# منشأة عزت
قرية منشاة عزت هي إحدى القرى التابعة لمركز السنبلاوين في محافظة الدقهلية في جمهورية مصر العربية. حسب إحصاءات سنة 2006، بلغ إجمالي السكان في منشاة عزت 3837 نسمة، منهم 2057 رجل و1780 امرأة.